# ITF Women’s Circuit 2018 (Januar–März)
In den folgenden Tabellen werden die Tennisturniere des ersten Quartals des ITF Women’s Circuit 2018 dargestellt.

## Turnierplan
| Kategorien |
| ---------- |
| $100.000   |
| $80.000    |
| $60.000    |
| $25.000    |
| $15.000    |

### Januar
| Datum 1 | Turnierort                                 | Siegerin Einzel       | Siegerinnen Doppel                             |
| ------- | ------------------------------------------ | --------------------- | ---------------------------------------------- |
| 01.01.  | Playford City                              | Zoe Hives             | Dalila Jakupović Irina Chromatschowa           |
| 01.01.  | Hongkong                                   | Lee Ya-hsuan          | Yuki Kristina Chiang Hélène Scholsen           |
| 08.01.  | Daytona Beach                              | Anhelina Kalinina     | Usue Maitane Arconada Alexa Guarachi           |
| 08.01.  | Fort-de-France, Martinique                 | Leonie Küng           | Rasheeda McAdoo Amy Zhu                        |
| 08.01.  | Hammamet                                   | Sara Cakarevic        | Hsu Chieh-yu Victoria Muntean                  |
| 08.01.  | Antalya                                    | Andreea Amalia Rosca  | Sopia Schapatawa Anastassija Wassyljewa        |
| 15.01.  | Orlando (Florida)                          | Anhelina Kalinina     | Guo Hanyu Hsu Ching-wen                        |
| 15.01.  | Scharm asch-Schaich                        | Julija Hatouka        | Jade Lewis Erin Routliffe                      |
| 15.01.  | Petit-Bourg, Guadeloupe                    | Irina Ramialison      | Emily Appleton Caty McNally                    |
| 15.01.  | Hammamet                                   | Catalina Pella        | Karin Kennel Marija Marfutina                  |
| 15.01.  | Antalya                                    | Warwara Gratschewa    | Oana Gavrilă Andreea Amalia Roșca              |
| 22.01.  | Andrézieux-Bouthéon                        | Georgina García Pérez | Ysaline Bonaventure Bibiane Schoofs            |
| 22.01.  | Wesley Chapel (Florida)                    | Francesca Di Lorenzo  | Ulrikke Eikeri Ilona Kremen                    |
| 22.01.  | Scharm asch-Schaich                        | Katarzyna Kawa        | Jade Lewis Erin Routliffe                      |
| 22.01.  | Stuttgart-Stammheim                        | Jesika Malečková      | Laura-Ioana Andrei Raluca Georgiana Șerban     |
| 22.01.  | Hammamet                                   | Marija Marfutina      | Karin Kennel Marija Marfutina                  |
| 22.01.  | Antalya                                    | Eléonora Molinaro     | Alexandra Pospelowa Sopia Schapatawa           |
| 29.01.  | Midland (Michigan) Dow Tennis Classic 2018 | Madison Brengle       | Kaitlyn Christian Sabrina Santamaria           |
| 29.01.  | Burnie                                     | Marta Kostjuk         | Vania King Laura Robson                        |
| 29.01.  | Glasgow                                    | Paula Badosa Gibert   | Ysaline Bonaventure Valentini Grammatikopoulou |
| 29.01.  | Scharm asch-Schaich                        | Erin Routliffe        | Katarzyna Kawa Emily Webley-Smith              |
| 29.01.  | Hammamet                                   | Sandra Samir          | Natalija Kostić Jelena Simić                   |
| 29.01.  | Antalya                                    | Rebecca Marino        | Elena Bogdan Cristina Ene                      |

### Februar
| Datum 1 | Turnierort                       | Siegerin Einzel           | Siegerinnen Doppel                             |
| ------- | -------------------------------- | ------------------------- | ---------------------------------------------- |
| 05.02.  | Launceston (Tasmanien)           | Gabriella Taylor          | Jessica Moore Ellen Perez                      |
| 05.02.  | Grenoble                         | Fiona Ferro               | Amra Sadikovic Eva Wacanno                     |
| 05.02.  | Loughborough                     | Tereza Smitková           | Michaëlla Krajicek Bibiane Schoofs             |
| 05.02.  | Scharm asch-Schaich              | Laura-Ioana Andrei        | Anastassija Pribylowa Emily Webley-Smith       |
| 05.02.  | Trnava                           | Anastasia Dețiuc          | Paulina Czarnik Daria Kuczer                   |
| 05.02.  | Manacor                          | Marina Bassols Ribera     | Yukina Saigō Naho Satō                         |
| 05.02.  | Hammamet                         | Natalia Siedliska         | Nora Niedmers Natalia Siedliska                |
| 05.02.  | Antalya                          | Rebecca Marino            | Raluca Georgiana Șerban Oana Georgeta Simion   |
| 12.02.  | Perth                            | Irina Chromatschowa       | Jessica Moore Ellen Perez                      |
| 12.02.  | Surprise (Arizona)               | Yanina Wickmayer          | Misaki Doi Yanina Wickmayer                    |
| 12.02.  | Scharm asch-Schaich              | Nastja Kolar              | Anna Morgina Walerija Solowjowa                |
| 12.02.  | Bergamo                          | Martina Colmegna          | Ksenija Bekker Xenija Palkina                  |
| 12.02.  | Manacor                          | Alexandra Perper          | Irene Burillo Escorihuela Olga Parres Azcoitia |
| 12.02.  | Hammamet                         | Andreea Amalia Roșca      | Melania Delai Angelica Moratelli               |
| 12.02.  | Antalya                          | Rebecca Marino            | Ekaterine Gorgodse Dea Herdželaš               |
| 19.02.  | Perth                            | Gabriella Taylor          | Jessica Moore Olivia Tjandramulia              |
| 19.02.  | Curitiba                         | Tamara Zidanšek           | Hsu Chieh-yu Marcela Zacarias                  |
| 19.02.  | Altenkirchen AK Ladies Open 2018 | Harriet Dart              | Diāna Marcinkēviča Katarzyna Piter             |
| 19.02.  | Rancho Santa Fe                  | Asia Muhammad             | Kaitlyn Christian Sabrina Santamaria           |
| 19.02.  | Scharm asch-Schaich              | Iga Świątek               | Martina Colmegna Walerija Solowjowa            |
| 19.02.  | Solarino                         | Michaëlla Krajicek        | Emily Appleton Quinn Gleason                   |
| 19.02.  | Palmanova (Mallorca)             | Seone Mendez              | Erina Hayashi Chisa Hosonuma                   |
| 19.02.  | Hammamet                         | Margot Yerolymos          | Anastasia Nefedova Andreea Amalia Roșca        |
| 19.02.  | Antalya                          | Oana Georgeta Simion      | wegen schlechtem Wetter gestrichen             |
| 26.02.  | São Paulo                        | Julia Grabher             | Tara Moore Conny Perrin                        |
| 26.02.  | Xiamen                           | Gao Xinyu                 | Sarah-Rebecca Sekulic Xu Shilin                |
| 26.02.  | Scharm asch-Schaich              | Berfu Cengiz              | Emilie Francati Britt Geukens                  |
| 26.02.  | Mâcon                            | Simona Waltert            | Mathilde Armitano Elixane Lechemia             |
| 26.02.  | Iraklio                          | Raluca Georgiana Serban   | Michaela Boev Raluca Georgiana Serban          |
| 26.02.  | Solarino                         | Stefania Rubini           | Quinn Gleason Swjatlana Piraschenka            |
| 26.02.  | Moskau                           | Olga Doroschina           | Anastassija Charitonowa Darja Nasarkina        |
| 26.02.  | Palmanova (Mallorca)             | Ylena In-Albon            | Yukina Saigō Aiko Yoshitomi                    |
| 26.02.  | Hammamet                         | Andreea Amalia Roșca      | Anastasia Grymalska Michele Alexandra Zmau     |
| 26.02.  | Antalya                          | Ilona Georgiana Ghioroaie | Ágnes Bukta Dea Herdželaš                      |

### März
| Datum 1 | Turnierort               | Siegerin Einzel      | Siegerinnen Doppel                            |
| ------- | ------------------------ | -------------------- | --------------------------------------------- |
| 05.03.  | Zhuhai                   | Maryna Zanevska      | Anna Blinkowa Lesley Kerkhove                 |
| 05.03.  | Mildura                  | Gabriella Taylor     | Katy Dunne Gabriella Taylor                   |
| 05.03.  | Yokohama                 | Weronika Kudermetowa | Laura Robson Fanny Stollár                    |
| 05.03.  | Campinas                 | Harmony Tan          | Fernanda Brito Camila Giangreco Campiz        |
| 05.03.  | Scharm asch-Schaich      | Julia Terziyska      | Julija Hatouka Lee Pei-chi                    |
| 05.03.  | Amiens                   | Katarina Sawazka     | Julie Belgraver Isabelle Haverlag             |
| 05.03.  | Iraklio                  | Anastasia Dețiuc     | Kerrie Cartwright Kariann Pierre-Louis        |
| 05.03.  | Bhopal                   | Tereza Mihalíková    | Kanika Vaidya Rosalie van der Hoek            |
| 05.03.  | Solarino                 | Greet Minnen         | Katarzyna Kawa Shalimar Talbi                 |
| 05.03.  | Hammamet                 | Elizabeth Halbauer   | Elizabeth Halbauer Julija Stamatowa           |
| 05.03.  | Antalya                  | Amina Anschba        | Catherine Harrison Sarah Lee                  |
| 05.03.  | Orlando (Florida)        | Sophie Chang         | Caty McNally Whitney Osuigwe                  |
| 12.03.  | Shenzhen                 | Viktória Kužmová     | Anna Kalinskaja Viktória Kužmová              |
| 12.03.  | Gwalior                  | Ankita Raina         | Jana Sisikowa Ana Veselinović                 |
| 12.03.  | Santa Margherita di Pula | Başak Eraydın        | Ekaterine Gorgodse Sopia Schapatawa           |
| 12.03.  | Toyota                   | Dejana Radanović     | Choi Ji-hee Kim Na-ri                         |
| 12.03.  | Irapuato                 | Marie Bouzková       | Alexa Guarachi Erin Routliffe                 |
| 12.03.  | São José dos Campos      | María Lourdes Carlé  | Carolina Meligeni Alves Thaisa Grana Pedretti |
| 12.03.  | Scharm asch-Schaich      | Julia Terziyska      | Kamonwan Buayam Angelina Gabujewa             |
| 12.03.  | Gonesse                  | Eleonora Molinaro    | Lara Salden Camille Sireix                    |
| 12.03.  | Iraklio                  | Réka Luca Jani       | Anna Bondár Réka Luca Jani                    |
| 12.03.  | Ramat haScharon          | Hélène Scholsen      | Alicia Barnett Olivia Nicholls                |
| 12.03.  | Kasan                    | Jelena Rybakina      | Alena Fomina Jelena Rybakina                  |
| 12.03.  | Hammamet                 | Lea Bošković         | Oana Gavrilă Laura Pigossi                    |
| 12.03.  | Antalya                  | Rebecca Šramková     | Xenia Knoll Cornelia Lister                   |
| 12.03.  | Tampa                    | Katerina Stewart     | Catherine McNally Natasha Subhash             |
| 19.03.  | Canberra                 | Dalila Jakupović     | Priscilla Hon Dalila Jakupović                |
| 19.03.  | Santa Margherita di Pula | Olga Danilović       | Chantal Škamlová Eva Wacanno                  |
| 19.03.  | Manama                   | Nastja Kolar         | Fatma Al-Nabhani Marian Jade Capadocia        |
| 19.03.  | Nanjing                  | Xun Fangying         | Han Xinyun Ye Qiuyu                           |
| 19.03.  | Scharm asch-Schaich      | Jodie Anna Burrage   | Kamonwan Buayam Angelina Gabujewa             |
| 19.03.  | Le Havre                 | Angelica Moratelli   | Lara Salden Camille Sireix                    |
| 19.03.  | Iraklio                  | Ylena In-Albon       | Emilie Francati Maria Jespersen               |
| 19.03.  | Tel Aviv                 | Hélène Scholsen      | Alicia Barnett Olivia Nicholls                |
| 19.03.  | Nishi-Tama               | Lee So-ra            | Kim Na-ri Lee So-ra                           |
| 19.03.  | Hammamet                 | Montserrat González  | Montserrat González Laura Pigossi             |
| 19.03.  | Antalya                  | Rebecca Šramková     | Fanny Östlund Andreea Amalia Roșca            |
| 26.03.  | Croissy-Beaubourg        | Anna Blinkowa        | Anna Kalinskaja Viktória Kužmová              |
| 26.03.  | Santa Margherita di Pula | Mandy Minella        | Walentina Iwachnenko Walerija Solowjowa       |
| 26.03.  | Canberra                 | Jaimee Fourlis       | Irina Fetecău Kaylah McPhee                   |
| 26.03.  | Kōfu                     | Luksika Kumkhum      | Gao Xinyu Luksika Kumkhum                     |
| 26.03.  | Nanjing                  | Xun Fangying         | Feng Shuo Zheng Wushuang                      |
| 26.03.  | Scharm asch-Schaich      | Nastja Kolar         | Mariam Bolkwadse Barbora Štefková             |
| 26.03.  | Iraklio                  | Monika Kilnarová     | Emilie Francati Maria Jespersen               |
| 26.03.  | Hammamet                 | Isabella Schinikowa  | Nefisa Berberović Natalia Siedliska           |
| 26.03.  | Antalya                  | Andreea Amalia Roșca | Uljana Aisatulina Wlada Kowal                 |